# Formiga (football)
Miraildes Maciel Mota, dite Formiga (« Fourmi » en portugais), née le 3 mars 1978 à Salvador, est une footballeuse internationale brésilienne évoluant au poste de milieu de terrain à São Paulo.
Joueuse du Paris Saint-Germain de 2017 à 2021 avec lequel elle devient championne de France, elle a auparavant joué pour des clubs professionnels en Suède et aux États-Unis. Sous le maillot du Brésil, elle détient de nombreux records, étant la seule joueuse présente à tous les tournois féminins de football des Jeux olympiques depuis la première édition en 1996, et la seule à avoir participé à sept éditions de Coupe du monde.

## Biographie

### En club
Formiga naît à Salvador à une époque où il était illégal pour les femmes de jouer au football au Brésil.
Elle commence à jouer au football à l'âge de 12 ans. Elle a alors pour modèle Dunga, capitaine de la sélection brésilienne championne du monde 1994, notamment dans le style de jeu. Elle est surnommée Formiga, qui signifie fourmi en portugais, à l'adolescence en raison de son style de jeu collectif qui rappelait aux autres joueuses la façon dont les fourmis travaillaient ensemble en tant que colonie.
Après voir évolué dans plusieurs clubs brésiliens, Formiga rejoint en 2004 le championnat suédois et club de Malmö FF Dam. Elle est sélectionnée en première position pour intégrer la nouvelle ligue Women's Professional Soccer (WPS) aux États-Unis lors de l'International Draft WPS 2008, par le FC Gold Pride de Santa Clara, en Californie. Elle débute 15 de ses 16 matchs pour Gold Pride lors de la saison inaugurale en 2009. La saison suivante, elle joue pour Red Stars de Chicago, aux côtés de sa compatriote Cristiane. En 2011, elle retourne dans son pays pour jouer pour São José.
En janvier 2017, à 38 ans, elle signe en France au Paris Saint-Germain,. Elle découvre ainsi la Ligue des champions et participe même avec le PSG à la finale en 2017, perdant au penalties contre l'Olympique lyonnais. Elle remporte la Coupe de France en 2018, battant ces mêmes lyonnaises.
Prolongeant d'un an son contrat en 2020, elle décide à 43 ans au terme de la saison 2020-2021, qui la voit couronnée championne de France, de retourner au Brésil afin de terminer sa carrière et faire une formation d'entraîneuse avec la CBF.
Le 8 juin 2021, elle signe un contrat courant jusqu'en décembre 2022 en faveur du São Paulo FC, où elle avait déjà évolué entre 1993 et 1997.

### En sélection
Formiga dispute avec l'équipe du Brésil les sept premières éditions de l'épreuve de football féminin aux Jeux olympiques, à savoir en 1996, 2000, 2004, 2008, 2012, 2016 et enfin 2021,.
Elle dispute 29 matchs lors des tournois olympiques, inscrivant trois buts. Elle inscrit un doublé contre le Mexique lors des quarts de finale des Jeux olympiques de 2004. Elle marque ensuite un but lors des demi-finales des Jeux olympiques de 2004, contre l'Allemagne.
Elle remporte la médaille d'argent en 2004 et en 2008.

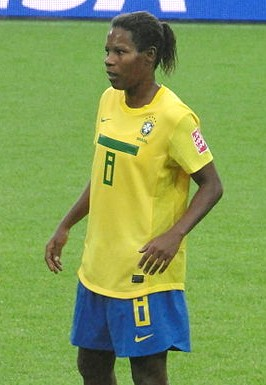
Formiga lors de la Coupe du monde 2011.

Elle participe également à sept Coupes du monde en 1995, 1999, 2003, 2007, 2011, 2015 et 2019. Elle détient seule depuis 2019 le record de participations en Coupes du monde, hommes et femmes confondus.
Elle dispute un total de 24 matchs en phase finale de Coupe du monde, inscrivant deux buts. Elle inscrit son premier but lors des quarts de finale du mondial 2007, contre l'Australie. Elle marque son second but lors de la phase de groupe du mondial 2015, contre la Corée du Sud. Âgée de 37 ans, 3 mois et 6 jours, cela fait d'elle la joueuse la plus âgée à marquer un but dans une Coupe du Monde.
Elle est finaliste de la Coupe du monde en 2007 et se classe troisième du mondial en 1999.
Le 10 novembre 2021, à l'âge de 43 ans et après 234 convocations avec l'équipe du Brésil, la joueuse annonce sa retraite internationale après un dernier match amical le 25 novembre 2021, qui oppose la Seleção contre l'Inde.

## Palmarès

### En club
São Paulo
- Taça du Brésil (en) : 1997
- Championnat Paulista : 1997, 1999

 Saad EC
- Taça du Brésil (en) : 2003
- Coupe du Brésil : 2007

 Botucatu
- Championnat Paulista : 2008

 São José
- Copa Libertadores : 2011, 2013, 2014
- Coupe du Brésil : 2012, 2013
- International Women's Club Championship : 2014 (en)
- Championnat Paulista : 2012, 2014, 2015

 Paris Saint-Germain
- Championnat de France 2020-2021
- Coupe de France : 2017-2018

### En sélection
- Jeux panaméricains : 2003, 2007, 2015
- Sudamericano/Copa América : 1995, 1998, 2003, 2010, 2014, 2018
- Jeux olympiques  : 2004, 2008

### Distinctions individuelles
- Équipe féminine IFFHS CONMEBOL de la décennie 2011-2020[19]

## Statistiques

### En club
| Saison                | Club                  | Championnat              | Championnat | Championnat | Coupe(s) nationale(s) | Coupe(s) nationale(s) | Supercoupe | Supercoupe | Compétition(s) continentale(s) | Compétition(s) continentale(s) | Compétition(s) continentale(s) | Championnat Paulista | Championnat Paulista | Total | Total |
| Saison                | Club                  | Division                 | M.          | B.          | M.                    | B.                    | M.         | B.         | Comp.                          | M.                             | B.                             | M.                   | B.                   | M.    | B.    |
| 1993                  | Saad                  | Campeonato Brasileiro    |             |             |                       |                       | -          | -          | -                              | -                              | -                              | -                    | -                    | 0     | 0     |
| 1994                  | Saad                  | Campeonato Brasileiro    |             |             |                       |                       | -          | -          | -                              | -                              | -                              | -                    | -                    | 0     | 0     |
| 1995                  | Saad                  | Campeonato Brasileiro    |             |             | -                     | -                     | -          | -          | -                              | -                              | -                              | -                    | -                    | 0     | 0     |
| 1996                  | Saad                  | Campeonato Brasileiro    | 1+          | 1+          | -                     | -                     | -          | -          | -                              | -                              | -                              | -                    | -                    | 1     | 1     |
| 1997                  | São Paulo             | Campeonato Brasileiro    | 1+          | 1+          | -                     | -                     | -          | -          | -                              | -                              | -                              | 11                   | 4                    | 12    | 5     |
| Sous-total            | Sous-total            | Sous-total               | 2           | 2           | -                     | -                     | -          | -          | -                              | -                              | -                              | 11                   | 4                    | 13    | 6     |
| 1998                  | Portuguesa            | -                        | -           | -           |                       |                       | -          | -          | -                              | -                              | -                              | 0+                   | 0+                   | 0     | 0     |
| Sous-total            | Sous-total            | Sous-total               | -           | -           | 0                     | 0                     | -          | -          | -                              | -                              | -                              | 0                    | 0                    | 0     | 0     |
| 1999                  | São Paulo             | Campeonato Brasileiro    |             |             | -                     | -                     | -          | -          | -                              | -                              | -                              | 0+                   | 0+                   | 0     | 0     |
| Sous-total            | Sous-total            | Sous-total               | -           | -           | 0                     | 0                     | -          | -          | -                              | -                              | -                              | 0                    | 0                    | 0     | 0     |
| 2000                  | Santa Isabel          | Campeonato Brasileiro    |             |             | -                     | -                     | -          | -          | -                              | -                              | -                              | -                    | -                    | 0     | 0     |
| 2001                  | Santa Isabel          | Campeonato Brasileiro    |             |             | -                     | -                     | -          | -          | -                              | -                              | -                              | -                    | -                    | 0     | 0     |
| Sous-total            | Sous-total            | Sous-total               | -           | -           | 0                     | 0                     | -          | -          | -                              | -                              | -                              | -                    | -                    | 0     | 0     |
| 2002                  | Santa Cruz            | Campeão da Copa Itatiaia |             |             | -                     | -                     | -          | -          | -                              | -                              | -                              | -                    | -                    | 0     | 0     |
| Sous-total            | Sous-total            | Sous-total               | -           | -           | -                     | -                     | -          | -          | -                              | -                              | -                              | -                    | -                    | 0     | 0     |
| 2003                  | Saad                  | -                        | -           | -           | 2+                    | 0                     | -          | -          | -                              | -                              | -                              | -                    | -                    | 2     | 0     |
| Sous-total            | Sous-total            | Sous-total               | -           | -           | 2                     | 0                     | -          | -          | -                              | -                              | -                              | -                    | -                    | 2     | 0     |
| 2004                  | Malmö FF Dam          | Damallsvenskan           | 6           | 3           |                       |                       | -          | -          | -                              | -                              | -                              | -                    | -                    | 6     | 3     |
| 2005                  | Malmö FF Dam          | Damallsvenskan           | 21          | 4           | 3                     | 0                     | -          | -          | -                              | -                              | -                              | -                    | -                    | 24    | 4     |
| Sous-total            | Sous-total            | Sous-total               | 27          | 7           | 3                     | 0                     | -          | -          | -                              | -                              | -                              | -                    | -                    | 30    | 7     |
| 2006                  | New Jersey Wildcats   | W-League                 | 12          | 13          | -                     | -                     | -          | -          | -                              | -                              | -                              | -                    | -                    | 12    | 13    |
| Sous-total            | Sous-total            | Sous-total               | 12          | 13          | -                     | -                     | -          | -          | -                              | -                              | -                              | -                    | -                    | 12    | 13    |
| 2007                  | Jersey Sky Blue       | W-League                 | 6           | 1           | -                     | -                     | -          | -          | -                              | -                              | -                              | -                    | -                    | 6     | 1     |
| Sous-total            | Sous-total            | Sous-total               | 6           | 1           | -                     | -                     | -          | -          | -                              | -                              | -                              | -                    | -                    | 6     | 1     |
| 2007                  | Saad                  | -                        | -           | -           | 0+0                   | 0+0                   | -          | -          | -                              | -                              | -                              | 0+                   | 0+                   | 0     | 0     |
| Sous-total            | Sous-total            | Sous-total               | -           | -           | 0                     | 0                     | -          | -          | -                              | -                              | -                              | 0                    | 0                    | 0     | 0     |
| 2008                  | Botucatu FC           | -                        | -           | -           |                       |                       | -          | -          | -                              | -                              | -                              | 1+                   | 1+                   | 1     | 1     |
| 2009                  | Botucatu FC           | -                        | -           | -           | 1+                    | 0+                    | -          | -          | -                              | -                              | -                              | -                    | -                    | 1     | 0     |
| Sous-total            | Sous-total            | Sous-total               | -           | -           | 1                     | 0                     | -          | -          | -                              | -                              | -                              | 1                    | 1                    | 2     | 1     |
| 2009                  | FC Gold Pride         | WPS                      | 16          | 0           | -                     | -                     | -          | -          | -                              | -                              | -                              | -                    | -                    | 16    | 0     |
| Sous-total            | Sous-total            | Sous-total               | 16          | 0           | -                     | -                     | -          | -          | -                              | -                              | -                              | -                    | -                    | 16    | 0     |
| 2010                  | Chicago Red Stars     | WPS                      | 23          | 0           | -                     | -                     | -          | -          | -                              | -                              | -                              | -                    | -                    | 23    | 0     |
| Sous-total            | Sous-total            | Sous-total               | 23          | 0           | -                     | -                     | -          | -          | -                              | -                              | -                              | -                    | -                    | 23    | 0     |
| 2011                  | São José              | -                        | -           | -           |                       |                       | -          | -          | CLF                            | 1+                             | 1                              | 0+                   | 0+                   | 1     | 1     |
| 2012                  | São José              | -                        | -           | -           | 7                     | 2                     | -          | -          | CLF                            | 2+                             | 1                              | 1+                   | 0+                   | 10    | 3     |
| 2013                  | São José              | Série A1                 | 12          | 1           | 2+                    | 1+                    | -          | -          | CLF                            | 2+                             | 1                              | 1+                   | 1+                   | 17    | 4     |
| 2014                  | São José              | Série A1                 | 0           | 0           | 1+                    | 0+                    | -          | -          | CLF                            | 3+                             | 2                              | 3+                   | 1+                   | 7     | 3     |
| 2015                  | São José              | Série A1                 | 8           | 1           |                       |                       | -          | -          | CLF                            | 0+                             | 0                              | 0+                   | 0+                   | 8     | 1     |
| Sous-total            | Sous-total            | Sous-total               | 20          | 2           | 10                    | 3                     | -          | -          | -                              | 8                              | 4                              | 5                    | 2                    | 43    | 11    |
| 2016                  | São Francisco         | Série A1                 | 6           | 2           |                       |                       | -          | -          | -                              | -                              | -                              | -                    | -                    | 6     | 2     |
| Sous-total            | Sous-total            | Sous-total               | 6           | 2           | 0                     | 0                     | -          | -          | -                              | -                              | -                              | -                    | -                    | 6     | 2     |
| 2016-2017             | Paris Saint-Germain   | Division 1               | 8           | 0           | 4                     | 1                     | -          | -          | C1                             | 4                              | 0                              | -                    | -                    | 16    | 1     |
| 2017-2018             | Paris Saint-Germain   | Division 1               | 19          | 0           | 5                     | 0                     | -          | -          | -                              | -                              | -                              | -                    | -                    | 24    | 0     |
| 2018-2019             | Paris Saint-Germain   | Division 1               | 14          | 0           | 2                     | 0                     | -          | -          | C1                             | 5                              | 0                              | -                    | -                    | 21    | 0     |
| 2019-2020             | Paris Saint-Germain   | Division 1               | 12          | 1           | 3                     | 0                     | 1          | 0          | C1                             | 4                              | 2                              | -                    | -                    | 20    | 3     |
| 2020-2021             | Paris Saint-Germain   | Division 1               | 15          | 1           | 0                     | 0                     | -          | -          | C1                             | 5                              | 0                              | -                    | -                    | 20    | 1     |
| Sous-total            | Sous-total            | Sous-total               | 68          | 2           | 14                    | 1                     | 1          | 0          | -                              | 18                             | 2                              | -                    | -                    | 101   | 5     |
| 2022                  | São Paulo             | Série A1                 | 13          | 0           |                       |                       | -          | -          | -                              | -                              | -                              | 0+                   | 0+                   | 13    | 0     |
| Sous-total            | Sous-total            | Sous-total               | 13          | 0           | 0                     | 0                     | -          | -          | -                              | -                              | -                              | 0                    | 0                    | 13    | 0     |
| Total sur la carrière | Total sur la carrière | Total sur la carrière    | 193         | 29          | 30                    | 4                     | 1          | 0          | -                              | 26                             | 6                              | 17                   | 7                    | 267   | 46    |

- Taça Brasil de Futebol Feminino (pt)(Campeonato Brasileiro) → 1983-1991, 1993-1994, 1996-1998, 2000-2001, 2003, 2006-2007
- Coupe du Brésil (en) → de 2007 à nos jours
- Championnat de São Paulo féminin de football 1997, 1997-2001, 2004-auj.

Source : Confederaçao Brasileira de Futebol - Copa do Brasil de Futebol Feminino

### En sélection
Le tableau suivant dresse les statistiques de Formiga en équipe du Brésil par année,,.
| Sélection | Année | Statistiques | Statistiques |
| Sélection | Année | Matchs       | Buts         |
| --------- | ----- | ------------ | ------------ |
| Brésil    | 1995  | 3            | 0            |
| Brésil    | 1996  | 7            | 0            |
| Brésil    | 1997  | 2            | 0            |
| Brésil    | 1998  | 1            | 1            |
| Brésil    | 1999  | 8            | 0            |
| Brésil    | 2000  | 10           | 2            |
| Brésil    | 2001  |              |              |
| Brésil    | 2002  |              |              |
| Brésil    | 2003  | 12           | 5            |
| Brésil    | 2004  | 7            | 2            |
| Brésil    | 2005  |              |              |
| Brésil    | 2006  | 3            | 0            |
| Brésil    | 2007  | 14           | 1            |
| Brésil    | 2008  | 9            | 1            |
| Brésil    | 2009  | 2            | 0            |
| Brésil    | 2010  | 11           | 0            |
| Brésil    | 2011  | 12           | 0            |
| Brésil    | 2012  | 7            | 2            |
| Brésil    | 2013  | 7            | 1            |
| Brésil    | 2014  | 21           | 4            |
| Brésil    | 2015  | 20           | 5            |
| Brésil    | 2016  | 15           | 1            |
| Brésil    | 2017  | 0            | 0            |
| Brésil    | 2018  | 8            | 2            |
| Brésil    | 2019  | 14           | 3            |
| Brésil    | 2020  | 5            | 0            |
| Brésil    | 2021  | 5            | 0            |
| Total     | Total | 203+         | 30+          |

En italique : statistiques non complètes.
5 août 2021